# Pescarolo Sport
Pour les articles homonymes, voir Pescarolo.
Ne pas confondre avec Pescarolo Team, écurie existant de 2010 à 2013.
 (février 2023).
Pescarolo Sport est une écurie française de sport automobile dont les locaux sont situés au Technoparc des 24 Heures du Mans (Le Mans, Sarthe). 
Elle est initialement fondée en février 2000 par Henri Pescarolo et le journaliste François Granet.  Au début, Pescarolo Sport utilise des châssis Courage, puis les modifie de plus en plus. Elle finit par concevoir et fabriquer des modèles de voitures Sport-prototypes qui répondent à la réglementation Le Mans Prototype établie par l'ACO et participe au championnat Le Mans Series ainsi qu'aux 24 Heures du Mans.
Le 15 juin 2010, la société, devenue propriété à 100 % de l'industriel Jean Py, est placée en redressement judiciaire, puis un mois plus tard, sa liquidation judiciaire est prononcée.
Lors de la vente aux enchères des biens de Pescarolo Sport le 15 octobre 2010, Jacques Nicolet, propriétaire de OAK Racing, associé à Joël Rivière, rachète l'ensemble des biens de l'équipe pour 400 000 euros, ce qui permet à Henri Pescarolo de créer une nouvelle société et de revenir avec son équipe sur les circuits en 2011 sous la nouvelle appellation Pescarolo Team. Cette entreprise sera mise à son tour en liquidation judiciaire le 8 janvier 2013.
Le 19 mai 2016, Jocelyn Pedrono reprend l'activité de fabrication des prototypes Pescarolo ainsi que la marque Pescarolo Sport, dans le but d'entretenir et de développer des voitures d'endurance.

## Histoire de l'écurie (première phase)
Fournie en moteurs par Peugeot Sport jusqu'en 2003, l'écurie a tout d'abord fait courir ses voitures sous le nom de « Courage », qui était le fournisseur du châssis pour les modèles des éditions 2000 à 2003, puis sous le nom de « Pescarolo », ceci reflétant le fait que les châssis Courage étaient de plus en plus modifiés et adaptés par l'écurie sous la direction d'André de Cortanze puis de Claude Galopin. Pescarolo Sport devient donc constructeur de prototype LMP en fin de saison 2006, la première « Pescarolo » (Pescarolo P01) apparaissant en 2007. Basée au sein du Technoparc des 24 Heures du Mans, jouxtant ainsi l'entrée Sud du circuit, l'écurie profite d'infrastructures proches, tels le Centre de Sécurité de l'Automobile Club de l'Ouest. 
Les voitures sont équipées à partir de 2004 par des moteurs Judd.
Pescarolo Sport reste à ce jour l'écurie privée la plus titrée de tous les temps[réf. nécessaire]. Elle montre durant dix ans la voie à d'autres écuries en endurance (notamment à Oak Racing, seul exploitant des châssis Pescarolo privés depuis 2009 et affichant des résultats prometteurs depuis le rapprochement avec Henri Pescarolo).

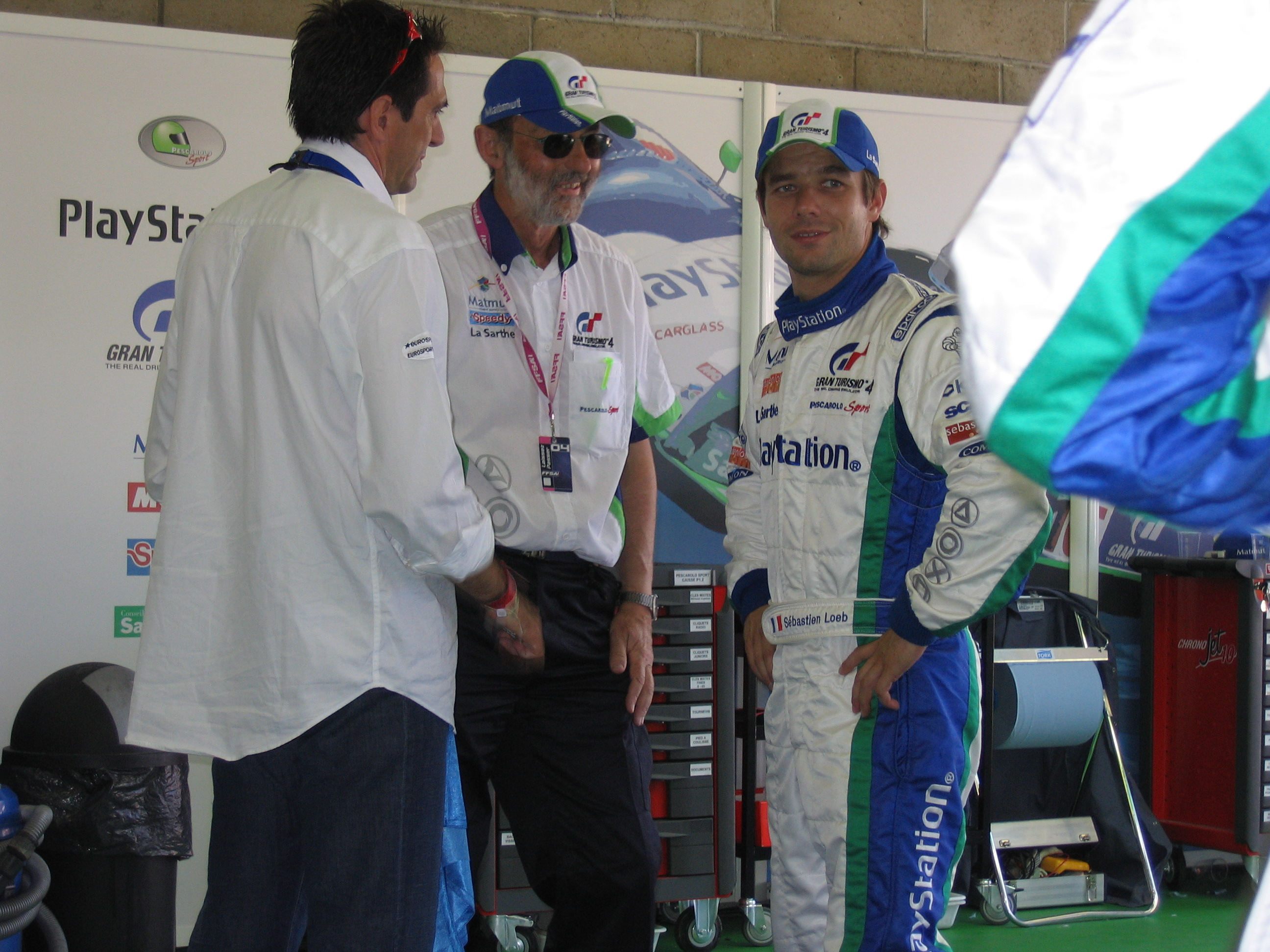
Henri Pescarolo (au centre) avec Sébastien Loeb (à droite) durant les 24 Heures du Mans 2005.

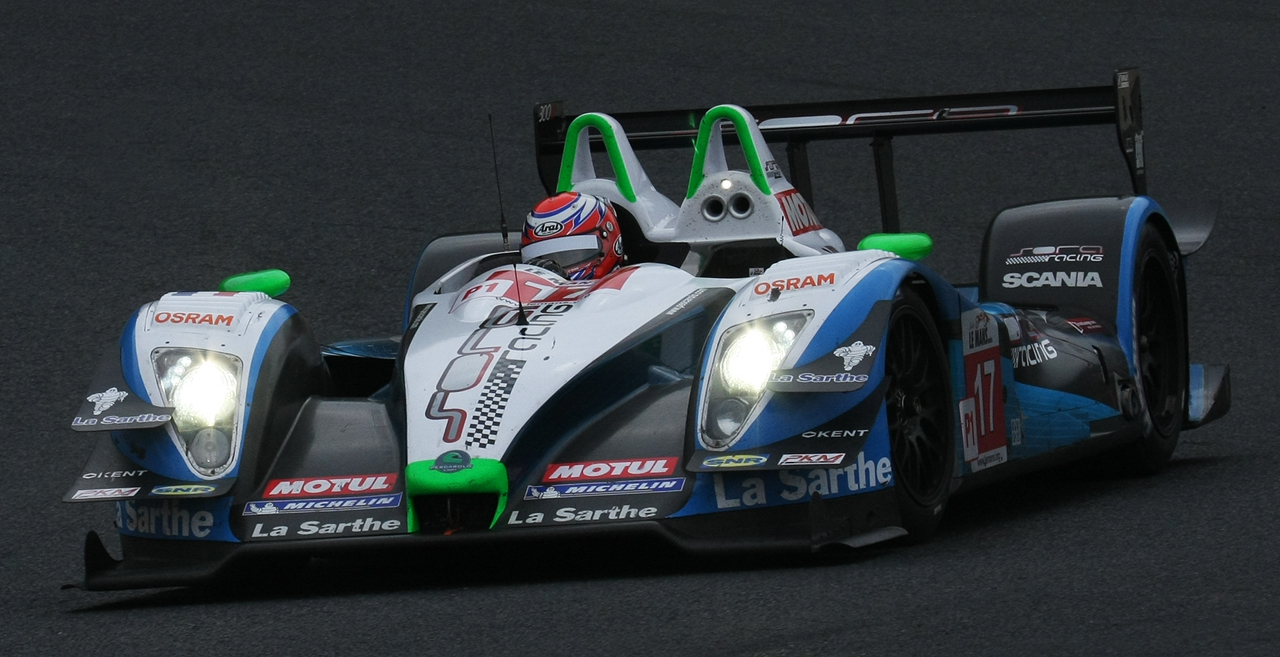
Sora Racing Pescarolo aux 1000 km d'Okayama 2009.

Les prototypes étaient conçus et développés à 100 % en interne et affichaient un niveau de performance à la hauteur de plusieurs équipes d'usines (par exemple, durant la saison 2009, la Pescarolo P01 s'est montrée plus performante que les Aston Martin durant le championnat Le Mans Series). La course de Silverstone en 2009 restera le théâtre d'une grande performance de Jean-Christophe Bouillon, qui, parti de la dernière position, pointe en tête au bout d'une heure de course devant les Aston Martin, Lola, et Oreca. La voiture abandonnera par la suite sur un souci de boîte de vitesses.
En 2010, les Pescarolo-Judd officielles sont engagées notamment aux 24 Heures du Mans mais l’investisseur n'a pas pu trouver les fonds nécessaires à la poursuite de l’activité sportive. De plus, le gérant de Pescarolo Sport n’a pas trouvé de nouveaux partenaires financiers et Jean Py, nouveau propriétaire de l'écurie, limoge le directeur sportif et fondateur de l'équipe, Henri Pescarolo. La dernière décision de Jean Py, propriétaire de l’écurie, a été prise durant le week-end des Le Mans Series sur le circuit de Spa, où il annonce que les deux voitures pré-qualifiées d’office au vu des résultats de la saison 2009 sont forfait pour les 24 Heures du Mans. Si Jean Py n’a plus fait de commentaires depuis cette déclaration, Henri Pescarolo a affiché sa déception de voir l'écurie qu'il a fondée renoncer à tout engagement sportif. 
De fait, Pescarolo Sport n’a plus aucune activité sportive pour 2010. La société Pescarolo Sport, propriété à 100 % de l'industriel Jean Py, est placée en redressement judiciaire le 15 juin 2010. Un mois plus tard, le 12 juillet, le tribunal de commerce du Mans prononce la liquidation judiciaire de la société.
Jacques Nicolet, propriétaire de OAK Racing, s'associe alors à Joël Rivière pour racheter l'ensemble des biens de l'équipe pour 400 000 euros. Grâce à cette rentrée d'argent, Henri Pescarolo revient avec son équipe sur les circuits en 2011 sous la nouvelle appellation Pescarolo Team. Cette nouvelle entreprise est mise en liquidation judiciaire le 8 janvier 2013.

## Reprise par Jocelyn Pedrono en 2016
Le 19 mai 2016, Jocelyn Pedrono reprend l'activité de fabrication des prototypes Pescarolo ainsi que la marque Pescarolo Sport. La première étape du projet industriel et sportif consiste à entretenir et développer la voiture d'endurance : la Pescarolo 02.
Le 2 décembre 2022, Pescarolo Sport publie un communiqué de presse évoquant sa volonté de retour en championnat du monde d'endurance. L'écurie annonce avoir signé des accords avec plusieurs constructeurs d'hypercars afin de pouvoir mettre son projet à exécution.
Le 16 février 2023, un nouveau communiqué de presse annonce cette fois un rapprochement stratégique avec Peugeot Sport. On y apprend que « Pescarolo Sport poursuit le développement de son programme sportif WEC 2024 » et que « des discussions importantes avec des partenaires majeurs en vue de financer la saison sont en cours ». L'ambition est de s'engager aux 24 Heures du Mans dès 2024 avec une 9X8. Aucun détail n'est cependant communiqué à propos de l'accord possible entre les deux structures. 

## Activité en E-sport
En 2022, sous l’impulsion de Jocelyn Pedrono, Pescarolo Sport développe ses activités et se lance dans le E-sport professionnel, en s’inscrivant à la compétition des « Le Mans Virtual Series » dans la catégorie Prototype LMP.  
Pescarolo E-Sport, qui est le nom de l’équipe professionnelle dédiée au E-sport, est alors managée par Alexandre Deletraz. Jocelyn Pedrono s’appuie aussi, afin de développer la configuration de la voiture, sur l’expérience de l'équipe partenaire R8G, qui est l'équipe E-sport du pilote de F1 Romain Grosjean, .  
Le 15 Janvier 2022, Pescarolo E-Sport démarre officiellement la compétition E-sport à l'occasion des 24 Heures du Mans virtuelles se tenant au Studio Gabriel à Paris, dernière manche du Championnat 2021/2022. La course est retransmise en direct sur YouTube et Twitch mais aussi sur des chaînes télévisées telles que l’Équipe TV, Eurosport Player ou Motorsport TV. À cette occasion, la voiture se voit attribuer le numéro #16, rendant ainsi hommage à son passé. Pour cette première course, l’équipe est emmenée par le pilote Bruce Jouanny, qui a déjà participé aux 24H du Mans réelles en 2009 sous les couleurs Pescarolo Sport. Trois autres pilotes complètent l’équipage : Pierre-Louis Chovet, Thomas Imbourg et Quentin Viallat. La voiture, partie en 26e position sur la grille de départ, franchit le drapeau à damier à la 17e place. Après cette première course, Jocelyn Pedrono prend la décision d’engager Pescarolo E-Sport sur l’ensemble du championnat professionnel Le Mans Virtual Series 2022/2023.

## Palmarès

### Victoires
| Date              | Championnat              | Épreuve                    | Pilotes                     |
| ----------------- | ------------------------ | -------------------------- | --------------------------- |
| 15 juillet 2001   | European Le Mans Series  | Estoril                    | Boullion-Redon-Derichebourg |
| 29 juillet 2001   | FIA Sportscar            | Magny-Cours                | Boullion-Redon              |
| 7 avril 2002      | FIA Sportscar            | Barcelone                  | Bourdais-Boullion           |
| 22 septembre 2002 | FIA Sportscar            | Spa                        | Bourdais-Boullion           |
| 13 avril 2003     | FIA Sportscar            | Estoril                    | Boullion-Sarrazin           |
| 21 septembre 2003 | FIA Sportscar            | Nogaro                     | Lagorce-Ayari               |
| 10 juillet 2005   | Le Mans Endurance Series | 1 000 km de Monza          | Collard-Boullion            |
| 13 novembre 2005  | Le Mans Endurance Series | 1 000 km d’Istanbul        | Collard-Boullion            |
| 9 avril 2006      | Le Mans Series           | 1 000 km d’Istanbul        | Collard-Boullion            |
| 14 mai 2006       | Le Mans Series           | 1 000 km de Spa            | Collard-Boullion            |
| 16 juillet 2006   | Le Mans Series           | 1 000 km du Nürburgring    | Collard-Boullion-Hélary     |
| 27 août 2006      | Le Mans Series           | 1 000 km de Donington      | Collard-Boullion-André      |
| 24 septembre 2006 | Le Mans Series           | 1 000 km de Jarama         | Collard-Boullion-André      |
| 2 août 2009       | Le Mans Series           | 1 000 km d’Algarve         | Tinseau-Boullion            |
| 31 octobre 2009   | Asian Le Mans Series     | 1 000 kilomètres d'Okayama | Tinseau-Nakano              |

### Résultats aux 24 Heures du Mans
- 2000 :
  - 4e Olivier Grouillard/Sébastien Bourdais/Emmanuel Clérico
- 2001 :
  - 13e Sébastien Bourdais/Jean-Christophe Boullion/Laurent Redon
  - abd Emmanuel Clérico/Didier Cottaz/Boris Derichebourg
- 2002 :
  - 10e Sébastien Bourdais/Jean-Christophe Boullion/Franck Lagorce
  - abd Eric Hélary/Stéphane Ortelli/Ukyo Katayama
- 2003 :
  - 8e Jean-Christophe Boullion/Franck Lagorce/Stéphane Sarrazin
  - 9e Eric Hélary/Nicolas Minassian/Soheil Ayari
- 2004 :
  - 4e Soheil Ayari/Érik Comas/Benoît Tréluyer
  - abd Sébastien Bourdais/Nicolas Minassian/Emmanuel Collard
- 2005 :
  - 2e Emmanuel Collard/Jean-Christophe Boullion/Erik Comas (Pole position et meilleur tour)
  - abd Soheil Ayari/Eric Hélary/Sébastien Loeb
- 2006 :
  - 2e Sébastien Loeb/Eric Hélary/Franck Montagny
  - 5e Emmanuel Collard/Erik Comas/Nicolas Minassian
- 2007 :
  - 3e Emmanuel Collard/Jean-Christophe Boullion/Romain Dumas (1er des véhicules à moteur à essence)
  - 13e Harold Primat/Christophe Tinseau/Benoît Tréluyer
- 2008 :
  - 7e Christophe Tinseau/Benoît Tréluyer/Harold Primat (1er des véhicules à moteur à essence)
  - abd Emmanuel Collard/Jean-Christophe Boullion/Romain Dumas
- 2009 :
  - 8e Christophe Tinseau/Bruce Jouanny/João Barbosa
  - abd Simon Pagenaud/Jean-Christophe Boullion/Benoît Tréluyer

En dix ans de participation, il y a eu une Pescarolo à chaque arrivée des 24 Heures et ce de 2000 à 2009.
| Édition | Écurie          | Châssis              | Moteur                              | Pneus    | Numéro | Qualif | Course |
| ------- | --------------- | -------------------- | ----------------------------------- | -------- | ------ | ------ | ------ |
| 2000    | Pescarolo Sport | Courage C52          | Peugeot A32 3.2L Turbo V6           | Michelin | 16     | 17e    | 4e     |
| 2001    | Pescarolo Sport | Courage C60          | Peugeot A32 3.2L Turbo V6           | Michelin | 17     | 13e    | 13e    |
| 2001    | Pescarolo Sport | Courage C60          | Peugeot A32 3.2L Turbo V6           | Michelin | 18     | 20e    | Abd    |
| 2002    | Pescarolo Sport | Courage C60 Evo      | Peugeot A32 3.2L Turbo V6           | Michelin | 17     | 19e    | 10e    |
| 2002    | Pescarolo Sport | Courage C60 Evo      | Peugeot A32 3.2L Turbo V6           | Michelin | 18     | 18e    | Abd    |
| 2003    | Pescarolo Sport | Courage C60 Evo      | Peugeot A32 3.2L Turbo V6           | Michelin | 17     | 11e    | 8e     |
| 2003    | Pescarolo Sport | Courage C60 Evo      | Peugeot A32 3.2L Turbo V6           | Michelin | 18     | 13e    | 9e     |
| 2004    | Pescarolo Sport | Pescarolo C60        | Judd GV5 5.0L V10                   | Michelin | 17     | 5e     | Abd    |
| 2004    | Pescarolo Sport | Pescarolo C60        | Judd GV5 5.0L V10                   | Michelin | 18     | 11e    | 4e     |
| 2005    | Pescarolo Sport | Pescarolo C60 Hybrid | Judd GV5 5.0L V10                   | Michelin | 16     | 1er    | 2e     |
| 2005    | Pescarolo Sport | Pescarolo C60 Hybrid | Judd GV5 5.0L V10                   | Michelin | 17     | 2e     | Abd    |
| 2006    | Pescarolo Sport | Pescarolo C60 Hybrid | Judd GV5 S2 5.0L V10                | Michelin | 16     | 3e     | 5e     |
| 2006    | Pescarolo Sport | Pescarolo C60 Hybrid | Judd GV5 S2 5.0L V10                | Michelin | 17     | 4e     | 2e     |
| 2007    | Pescarolo Sport | Pescarolo 01         | Judd GV5.5 S2 5.5L V10              | Michelin | 16     | 6e     | 3e     |
| 2007    | Pescarolo Sport | Pescarolo 01         | Judd GV5.5 S2 5.5L V10              | Michelin | 17     | 13e    | 13e    |
| 2008    | Pescarolo Sport | Pescarolo 01         | Judd GV5.5 S2 5.5L V10              | Michelin | 16     | 9e     | Abd    |
| 2008    | Pescarolo Sport | Pescarolo 01         | Judd GV5.5 S2 5.5L V10              | Michelin | 17     | 11e    | 7e     |
| 2009    | Pescarolo Sport | Pescarolo 01 Evo     | Judd GV5.5 S2 5.5L V10              | Michelin | 16     | 12e    | 8e     |
| 2009    | Pescarolo Sport | Peugeot 908 HDi FAP  | Peugeot HDi 5.5L Turbo V12 (Diesel) | Michelin | 17     | 4e     | Abd    |
| 2010    | Pescarolo Sport | Pescarolo 01 Evo     | Judd GV5.5 S2 5.5L V10              | Michelin | 17     | Forf.  | Forf.  |
| 2010    | Sora Racing     | Pescarolo 01 Evo     | Judd GV5.5 S2 5.5L V10              | Michelin | 18     | Forf.  | Forf.  |

### Résultats en American Le Mans Series
| Saison | Écurie          | Châssis     | Moteur                    | Pneus    | Numéro | Courses | Courses | Courses | Courses | Courses | Courses | Courses | Courses | Courses | Courses | Courses | Courses | Points inscrits | Classement |
| Saison | Écurie          | Châssis     | Moteur                    | Pneus    | Numéro | 1       | 2       | 3       | 4       | 5       | 6       | 7       | 8       | 9       | 10      | 11      | 12      | Points inscrits | Classement |
| ------ | --------------- | ----------- | ------------------------- | -------- | ------ | ------- | ------- | ------- | ------- | ------- | ------- | ------- | ------- | ------- | ------- | ------- | ------- | --------------- | ---------- |
| 2000   | Pescarolo Sport | Courage C52 | Peugeot A32 3.2L Turbo V6 | Michelin |        | SEB     | CHA     | SIL     | NÜR     | SON     | MOS     | TEX     | ROS     | PLM     | LAG     | LAS     | RTY     |                 |            |
| 2000   | Pescarolo Sport | Courage C52 | Peugeot A32 3.2L Turbo V6 | Michelin | 16     |         |         | 7e      | Forf.   |         |         |         |         |         |         |         |         | 13              | 18e        |
| 2001   | Pescarolo Sport | Courage C60 | Peugeot A32 3.2L Turbo V6 | Michelin |        | TEX     | SEB     | DON     | JAR     | SON     | POR     | MOS     | MID     | LAG     | PLM     |         |         |                 |            |
| 2001   | Pescarolo Sport | Courage C60 | Peugeot A32 3.2L Turbo V6 | Michelin | 72     |         | 25e     | 4e      |         |         |         |         |         |         |         |         |         | 35              | 8e         |

### Résultats en Rolex Sports Car Series
| Saison | Écurie          | Châssis     | Moteur                    | Pneus    | Numéro | Courses | Courses | Courses | Courses | Courses | Courses | Courses | Courses | Courses | Courses | Points inscrits | Classement |
| Saison | Écurie          | Châssis     | Moteur                    | Pneus    | Numéro | 1       | 2       | 3       | 4       | 5       | 6       | 7       | 8       | 9       | 10      | Points inscrits | Classement |
| ------ | --------------- | ----------- | ------------------------- | -------- | ------ | ------- | ------- | ------- | ------- | ------- | ------- | ------- | ------- | ------- | ------- | --------------- | ---------- |
| 2001   | Pescarolo Sport | Courage C60 | Peugeot A32 3.2L Turbo V6 | Michelin |        | DAY     | MIA     | PHO     | WAT     | LIM     | MID     | RAM     | TRO     | WAT     | DAY     |                 |            |
| 2001   | Pescarolo Sport | Courage C60 | Peugeot A32 3.2L Turbo V6 | Michelin | 40     | Forf.   |         |         |         |         |         |         |         |         |         | -               | -          |

### Résultats en European Le Mans Series
| Saison | Écurie          | Châssis     | Moteur                    | Pneus    | Numéro | Courses | Courses | Courses | Courses | Courses | Courses | Courses | Points inscrits | Classement |
| Saison | Écurie          | Châssis     | Moteur                    | Pneus    | Numéro | 1       | 2       | 3       | 4       | 5       | 6       | 7       | Points inscrits | Classement |
| ------ | --------------- | ----------- | ------------------------- | -------- | ------ | ------- | ------- | ------- | ------- | ------- | ------- | ------- | --------------- | ---------- |
| 2001   | Pescarolo Sport | Courage C60 | Peugeot A32 3.2L Turbo V6 | Michelin |        | SEB     | DON     | JAR     | EST     | MOS     | VAL     | PLM     |                 |            |
| 2001   | Pescarolo Sport | Courage C60 | Peugeot A32 3.2L Turbo V6 | Michelin | 72     | 25e     | 4e      |         | 1er     |         |         |         | 65              | 3e         |

### Résultats en Championnat FIA des voitures de sport
| Saison | Écurie          | Châssis         | Moteur                    | Pneus    | Numéro | Courses | Courses | Courses | Courses | Courses | Courses | Courses | Courses | Points inscrits | Classement |
| Saison | Écurie          | Châssis         | Moteur                    | Pneus    | Numéro | 1       | 2       | 3       | 4       | 5       | 6       | 7       | 8       | Points inscrits | Classement |
| ------ | --------------- | --------------- | ------------------------- | -------- | ------ | ------- | ------- | ------- | ------- | ------- | ------- | ------- | ------- | --------------- | ---------- |
| 2001   | Pescarolo Sport | Courage C60     | Peugeot A32 3.2L Turbo V6 | Goodyear |        | BAR     | MNZ     | SPA     | BRN     | MAG     | DON     | MON     | NÜR     |                 |            |
| 2001   | Pescarolo Sport | Courage C60     | Peugeot A32 3.2L Turbo V6 | Goodyear | 16     | Abd     | Abd     | Forf.   |         | 1er     |         |         | 2e      | 35              | 6e         |
| 2002   | Pescarolo Sport | Courage C60     | Peugeot A32 3.2L Turbo V6 | Goodyear |        | CAT     | EST     | BRN     | MAG     | DIJ     | SPA     |         |         |                 |            |
| 2002   | Pescarolo Sport | Courage C60     | Peugeot A32 3.2L Turbo V6 | Goodyear | 16     | 1er     | 4e      | Forf.   |         |         |         |         |         | 77              | 2e         |
| 2002   | Pescarolo Sport | Courage C60 Evo | Peugeot A32 3.2L Turbo V6 | Goodyear | 16     |         |         |         | 2e      | 3e      | 1er     |         |         | 77              | 2e         |
| 2003   | Pescarolo Sport | Courage C60 Evo | Peugeot A32 3.2L Turbo V6 | Goodyear |        | EST     | LAU     | MNZ     | OSC     | DON     | SPA     | NOG     |         |                 |            |
| 2003   | Pescarolo Sport | Courage C60 Evo | Peugeot A32 3.2L Turbo V6 | Goodyear | 16     | 1er     |         | Abd     | Abd     | Abd     | 2e      | 1er     |         | 34              | 2e         |

### Résultats en Le Mans Series
| Saison | Écurie          | Châssis              | Moteur                    | Pneus    | Numéro | Courses | Courses | Courses | Courses | Courses | Courses | Points inscrits | Classement |
| Saison | Écurie          | Châssis              | Moteur                    | Pneus    | Numéro | 1       | 2       | 3       | 4       | 5       | 6       | Points inscrits | Classement |
| ------ | --------------- | -------------------- | ------------------------- | -------- | ------ | ------- | ------- | ------- | ------- | ------- | ------- | --------------- | ---------- |
| 2003   | Pescarolo Sport | Courage C60 Evo      | Peugeot A32 3.2L Turbo V6 | Michelin |        | LMS     |         |         |         |         |         |                 |            |
| 2003   | Pescarolo Sport | Courage C60 Evo      | Peugeot A32 3.2L Turbo V6 | Michelin | 2      | 2e      |         |         |         |         |         | -               | -          |
| 2004   | Pescarolo Sport | Pescarolo C60        | Judd GV5 5.0L V10         | Michelin |        | MNZ     | NÜR     | SPA     | SIL     |         |         |                 |            |
| 2004   | Pescarolo Sport | Pescarolo C60        | Judd GV5 5.0L V10         | Michelin | 17     | 4e      | 5e      |         | Abd     |         |         | 9               | 6e         |
| 2005   | Pescarolo Sport | Pescarolo C60 Hybrid | Judd GV5 5.0L V10         | Michelin |        | SPA     | MNZ     | SIL     | NÜR     | IST     |         |                 |            |
| 2005   | Pescarolo Sport | Pescarolo C60 Hybrid | Judd GV5 5.0L V10         | Michelin | 17     | 2e      | 1er     | 34e     | 4e      | 1er     |         | 34              | Champion   |
| 2006   | Pescarolo Sport | Pescarolo C60 Hybrid | Judd GV5 S2 5.0L V10      | Michelin |        | IST     | SPA     | NÜR     | DON     | JAR     |         |                 |            |
| 2006   | Pescarolo Sport | Pescarolo C60 Hybrid | Judd GV5 S2 5.0L V10      | Michelin | 17     | 1er     | 1er     | 1er     | 1er     | 1er     |         | 50              | Champion   |
| 2007   | Pescarolo Sport | Pescarolo 01         | Judd GV5.5 S2 5.5L V10    | Michelin |        | MNZ     | VAL     | NÜR     | SPA     | SIL     | INT     |                 |            |
| 2007   | Pescarolo Sport | Pescarolo 01         | Judd GV5.5 S2 5.5L V10    | Michelin | 16     | 2e      | 5e      | 3e      | 2e      | 2e      | 4e      | 36,5            | 2e         |
| 2007   | Pescarolo Sport | Pescarolo 01         | Judd GV5.5 S2 5.5L V10    | Michelin | 17     | 4e      | 6e      | Abd     | 4e      | Abd     |         | 14              | 7e         |
| 2008   | Pescarolo Sport | Pescarolo 01         | Judd GV5.5 S2 5.5L V10    | Michelin |        | CAT     | MNZ     | SPA     | NÜR     | SIL     |         |                 |            |
| 2008   | Pescarolo Sport | Pescarolo 01         | Judd GV5.5 S2 5.5L V10    | Michelin | 16     | 4e      | Abd     | 5e      | Abd     | 3e      |         | 15              | 6e         |
| 2008   | Pescarolo Sport | Pescarolo 01         | Judd GV5.5 S2 5.5L V10    | Michelin | 17     | 7e      | 3e      | Nc      | 18e     | 7e      |         | 13              | 8e         |
| 2009   | Pescarolo Sport | Pescarolo 01 Evo     | Judd GV5.5 S2 5.5L V10    | Michelin |        | CAT     | SPA     | ALG     | NÜR     | SIL     |         |                 |            |
| 2009   | Pescarolo Sport | Pescarolo 01 Evo     | Judd GV5.5 S2 5.5L V10    | Michelin | 16     | 2e      | 2e      | 1er     | Abd     | 13e     |         | 26              | 2e         |
| 2009   | Pescarolo Sport | Pescarolo 01 Evo     | Judd GV5.5 S2 5.5L V10    | Michelin | 17     |         | Abd     |         |         |         |         | 3               | 13e        |
| 2009   | Pescarolo Sport | Pescarolo 01         | Judd GV5.5 S2 5.5L V10    | Michelin | 17     | 6e      |         |         |         |         |         | 3               | 13e        |

### Résultats en Asian Le Mans Series
| Saison | Écurie                      | Châssis             | Moteur                              | Pneus    | Numéro | Courses | Courses | Points inscrits | Classement |
| Saison | Écurie                      | Châssis             | Moteur                              | Pneus    | Numéro | 1       | 2       | Points inscrits | Classement |
| ------ | --------------------------- | ------------------- | ----------------------------------- | -------- | ------ | ------- | ------- | --------------- | ---------- |
| 2009   | Sora Racing                 | Pescarolo 01 Evo    | Judd GV5.5 S2 5.5L V10              | Michelin |        | OKA1    | OKA2    |                 |            |
| 2009   | Sora Racing                 | Pescarolo 01 Evo    | Judd GV5.5 S2 5.5L V10              | Michelin | 16     | Forf.   | Forf.   | -               | -          |
| 2009   | Sora Racing                 | Pescarolo 01 Evo    | Judd GV5.5 S2 5.5L V10              | Michelin | 17     | 1er     | 2e      | 18              | Champion   |
| 2009   | Sora Racing Pescarolo Sport | Peugeot 908 HDi FAP | Peugeot HDi 5.5L Turbo V12 (Diesel) | Michelin | -      | Forf.   | Forf.   | -               | -          |

### Résultats en championnat de France FFSA Supertourisme
| Saison | Écurie          | Châssis                | Moteur  | Pneumatiques | Pilotes          | Numéro | Courses | Courses | Courses | Courses | Courses | Courses | Courses | Courses | Courses | Courses | Courses | Courses | Courses | Courses | Points inscrits pilotes | Classement pilotes |
| Saison | Écurie          | Châssis                | Moteur  | Pneumatiques | Pilotes          | Numéro | 1       | 2       | 3       | 4       | 5       | 6       | 7       | 8       | 9       | 10      | 11      | 12      | 13      | 14      | Points inscrits pilotes | Classement pilotes |
| ------ | --------------- | ---------------------- | ------- | ------------ | ---------------- | ------ | ------- | ------- | ------- | ------- | ------- | ------- | ------- | ------- | ------- | ------- | ------- | ------- | ------- | ------- | ----------------------- | ------------------ |
| 2004   | Pescarolo Sport | Peugeot 406 Silhouette | Peugeot | Pirelli      |                  |        | NOG 1   | NOG 2   | LED 1   | LED 2   | PAU 1   | PAU 2   | DIJ 1   | DIJ 2   | ALB 1   | ALB 2   | LMS 1   | LMS 2   | MAG 1   | MAG 2   |                         |                    |
| 2004   | Pescarolo Sport | Peugeot 406 Silhouette | Peugeot | Pirelli      | Soheil Ayari     | 9      | 1er     | 1er     | 1er     | 3e      | Abd     | 1er     | 2e      | 1er     | Abd     | 1er     | 2e      | 1er     | 2e      | 1er     | 225 (231)               | Champion           |
| 2004   | Pescarolo Sport | Peugeot 406 Silhouette | Peugeot | Pirelli      | Eric Hélary      | 10     | 2e      | 5e      | Abd     | 2e      | 1er     | 3e      | 1er     | 2e      | 1er     | 2e      | 1er     | 2e      | 1er     | 2e      | 212 (221)               | 2e                 |
| 2005   | Pescarolo Sport | Peugeot 407 Silhouette | Peugeot | Pirelli      |                  |        | NOG 1   | NOG 2   | LED 1   | LED 2   | DIJ 1   | DIJ 2   | VAL 1   | VAL 2   | ALB 1   | ALB 2   | LMS 1   | LMS 2   | MAG 1   | MAG 2   |                         |                    |
| 2005   | Pescarolo Sport | Peugeot 407 Silhouette | Peugeot | Pirelli      | Soheil Ayari     | 9      | 1er     | 1er     | 1er     | 1er     | Abd     | 1er     | 1er     | 1er     | 2e      | 3e      | 3e      | 2e      |         | 1er*    | 247 (251)               | Champion           |
| 2005   | Pescarolo Sport | Peugeot 407 Silhouette | Peugeot | Pirelli      | Eric Hélary      | 9      |         |         |         |         |         |         |         |         |         |         |         |         | 1er*    |         | 229                     | 2e                 |
| 2005   | Pescarolo Sport | Peugeot 407 Silhouette | Peugeot | Pirelli      | Eric Hélary      | 10     | 2e      | 2e      | 2e      | Abd     | 1er     | 2e      | 3e      | 2e      | 1er     | 2e      | 1er     | 1er     |         |         | 229                     | 2e                 |
| 2005   | Pescarolo Sport | Peugeot 407 Silhouette | Peugeot | Pirelli      | Grégory Guilvert | 5      |         |         |         |         |         |         |         |         |         |         |         |         | 2e      | 2e      | 170†                    | 3e                 |

† : Inclus les points marqués avec une autre équipe.
*Voiture partagée, les points sont doublés.
Légende : ici 

### Résultats de Pescarolo E-Sport en Championnat «Le Mans Virtual Series»
| Épreuve                             | Ecurie            | Pilotes                                                         | Numéro | Résultat qualification | Résultat course |
| ----------------------------------- | ----------------- | --------------------------------------------------------------- | ------ | ---------------------- | --------------- |
| 24H du Mans virtuel 2021-2022       | Pescarolo E-Sport | Bruce JouannyThomas Imbourg Pierre Louis Chovet Quentin Vialate | 16     | 24ème                  | 17ème           |
| 8H de Bahrain 2022 - 2023           | Pescarolo E-Sport | Thomas Imbourg Alon Day Csaba Kiss Elias Raikaa                 | 16     | 22ème                  | 14ème           |
| 4H de Monza 2022 - 2023             | Pescarolo E-Sport | Thomas Imbourg Csaba Kiss Robert Paun                           | 16     | 23ème                  | 19ème           |
| 6H de Spa-Francorchamps 2022 - 2023 | Pescarolo E-Sport | Martin Murguly Robert Paunn Darius Andrei                       | 16     | 14ème                  | 14ème           |
| 500 Miles de Sebring 2022 - 2023    | Pescarolo E-Sport | Martin Murguly Robert Paunn Darius Andrei                       | 16     | 22ème                  | 12ème           |
| 24h du Mans 2022 -2023              | Pescarolo E-Sport | Thomas Imbourg Romain Boeckler Darius Andrei Robert Paun        | 16     | 19ème                  | Abandon         |